# Stiff Little Fingers
Stiff Little Fingers — британская панк-группа с вокалистом Джейком Бёрнсом во главе, образовавшаяся в 1977 году в Белфасте, Северная Ирландия. Stiff Little Fingers некоторое время называли «ирландскими Clash»: за взрывной драйв, политизированность и симпатию к музыке реггей.

## История группы
Начав с простого, прямолинейного панк-рока, Stiff Little Fingers не пошли по пути усложнения композиций и на протяжении первых пяти лет своего существования оставались на своем уровне, отказываясь меняться, даже после перехода на мажорный Chrysalis в 1980 году. При всех своих поверхностных недостатках (небрежно записанный, сырой) дебютный альбом Inflammable Material (#14, UK) содержал в себе, как отмечали критики, все вещи, с которыми группа осталась в истории: прежде всего, синглы «Alternative Ulster» и «Suspect Device».
В 1987 году Бёрнс реформировал группу (пригласив к участию Брюса Фокстона, бывшего басиста The Jam), но выпускавшийся после этого материал критикой оценивался невысоко.
Участник оригинального состава Хенри Клуни в настоящее время возглавляет поп-дуэт Those 2. Стив Грэнтли — участник The Alarm.

## Дискография

### Студийные альбомы
- Inflammable Material, 1979 (# 14 UK)[2]
- Nobody’s Heroes, 1980 (# 8 UK)
- Go for It, 1981 (# 14 UK)
- Now Then…, 1982 (# 24 UK)
- Flags and Emblems, 1991
- Get a Life, 1994
- Tinderbox, 1997
- Hope Street, 1999
- Guitar and Drum, 2004

### Концертные альбомы и сборники
- The Christmas Album, 1979
- Broken Fingers/Live In Aberdeen, 1979
- Hanx!, 1980 (# 9 UK)[2]
- All the Best, 1983 (# 19 UK)
- Live and Loud, 1988
- No Sleep 'Til Belfast, 1988
- Greatest Hits Live, 1988
- See You Up There, 1989
- The Peel Sessions Album, 1989
- Alternative Chartbuster, 1991
- Fly The Flags, 1994 (or 1991 depending on source)
- Tin Soldiers, 2000
- The Radio One Sessions, 2003
- Fifteen and Counting… Live at the Barrowland 17th March 2006, 2006
- Live In Aberdeen 1979, 2007

### Синглы и EP
- Suspect Device, 1978
- Alternative Ulster, 1978
- Gotta Gettaway, 1979
- Straw Dogs, 1979
- At the Edge, 1980 (# 15, UK)
- Nobody’s Hero, 1980
- Back to Front, 1980
- Just Fade Away, 1981
- Silver Lining, 1981
- ВЈ1.10 Or Less EP , 1982
- Talkback, 1982
- Bits of Kids, 1982
- Price of Admission, 1982
- Beirut Moon, 1991
- Get a Life, 1994
- Guitar and Drum, 2004